# Olympic Air
Olympic Air — авіакомпанія Греції, регіональний підрозділ компанії Aegean Airlines, наступниця Olympic Airways грецького підприємця Аристотеля Онассіса, заснованої 1957 року.

## Історія
Компанія утворена в результаті приватизації колишнього національного авіаперевізника Olympic Airlines. Ця операція почалася 29 вересня 2009 року. Штаб-квартира та основний центр авіакомпанії знаходиться в Афінах. Нова компанія успадкувала від Olympic Airlines код ІАТА — ОА та код ІКАО — NOA. Створено також дочірню компанію Macedonian Airlines, основним аеропортом якої став Міжнародний аеропорт «Македонія».
В свою чергу компанія Olympic Airlines заснована грецьким підприємцем, судновласником Аристотелем Онасісос 1957 року під назвою Olympic Airways. Реорганізація компанії в Olympic Airlines відбулась 2003 року, напередодні Олімпіади 2004 року в Афінах.
2009 року Olympic Air була приватизована у Грецької держави холдингом Marfin Investment Group (MIG) на чолі із Андреасом Вгенопулосом. 22 лютого 2010 року компанії Olympic Air та Aegean Airlines оголосили про об'єднання. Нова авіакоманія носитиме ім'я Olympic Air, а її акціонери володітимуть по 50% нової компанії, в якій будуть зайняті майже 6 тисяч осіб. Також нова Olympic Air буде контролювати внутрішні рейси в Греції майже на 100%, тому операція вимагає схвалення грецьких і європейських антимонопольних владних структур. Проте 21 жовтня 2010 року комісія ЄС оголосила про необхідність відкласти операцію до січня 2011 року.
24 вересня 2010 року European Regions Airline Association (ERA) нагородила Olympic Air срібною нагородою «Silver Award: Airline of the Year for 2010/2011». ERA таким чином відзначила безперебійну роботу Olympic Air на тлі злиття авіаперевізників та боргової кризи в Греції.

## Напрямки

### Америка
| Країна | Місто    | ICAO | IATA | Назва аеропорту                          |
| ------ | -------- | ---- | ---- | ---------------------------------------- |
| США    | Нью-Йорк | KJFK | JFK  | Міжнародний аеропорт імені Джона Кеннеді |
| Канада | Монреаль | CYUL | YUL  | Міжнародний аеропорт Монреаль            |
| Канада | Торонто  | CYYZ | YΥΖ  | Міжнародний аеропорт «Пірсон»            |

### Азія
| Країна    | Місто     | ICAO | IATA | Назва аеропорту                        |
| --------- | --------- | ---- | ---- | -------------------------------------- |
| Ізраїль   | Тель-Авів | LLBG | TLV  | Міжнародний аеропорт імені Бен-Гуріона |
| КНР       | Пекін     | ZBAA | PEK  | Міжнародний аеропорт Пекін             |
| КНР       | Шанхай    | ZSPD | PVG  | Міжнародний аеропорт «Пудун»           |
| Гонконг   | Гонконг   | VHHH | HKG  | Міжнародний аеропорт «Чхеклапкок»      |
| Кувейт    | Кувейт    | ΟΚΒΚ | KWI  | Міжнародний аеропорт Кувейт            |
| Ліван     | Бейрут    | OLBA | ΒΕΥ  | Міжнародний аеропорт Рафік Харірі      |
| Бахрейн   | Бахрейн   | OBBI | BAH  | Міжнародний аеропорт Бахрейн           |
| Туреччина | Стамбул   | LTBA | IST  | Міжнародний аеропорт Ататюрк           |

### Африка
| Країна | Місто       | ICAO | IATA | Назва аеропорту                           |
| ------ | ----------- | ---- | ---- | ----------------------------------------- |
| Єгипет | Александрія | HEAX | ALY  | Міжнародний аеропорт Александрія (Єгипет) |
| Єгипет | Каїр        | HECA | CAI  | Міжнародний аеропорт Каїр                 |
| ПАР    | Йоханесбург | FAJS | JNB  | Міжнародний аеропорт імені Тамбо          |

### Європа
| Країна          | Місто              | ICAO | IATA | Назва аеропорту                              |
| --------------- | ------------------ | ---- | ---- | -------------------------------------------- |
| Албанія         | Тирана             | LATI | TIA  | Міжнародний аеропорт Тирана                  |
| Австрія         | Відень             | LOWW | VIE  | Міжнародний аеропорт Відень                  |
| Бельгія         | Брюссель           | EBBR | BRU  | Міжнародний аеропорт «Завентем»              |
| Болгарія        | Софія              | LBSF | SOF  | Міжнародний аеропорт Софія                   |
| Франція         | Париж              | LFPG | CDG  | Міжнародний аеропорт «Шарль де Голль»        |
| Німеччина       | Берлін             | EDDT | TXL  | Міжнародний аеропорт «Тегель»                |
| Німеччина       | Мюнхен             | EDDM | MUC  | Міжнародний аеропорт «Штраус»                |
| Німеччина       | Дюссельдорф        | EDDL | DUS  | Міжнародний аеропорт Дюссельдорф             |
| Німеччина       | Штутгарт           | EDDS | STR  | Міжнародний аеропорт Штутгарт                |
| Німеччина       | Франкфурт-на-Майні | EDDF | FRA  | Міжнародний аеропорт Франкфурт-на-Майні      |
| Велика Британія | Лондон             | EGLL | LHR  | Міжнародний аеропорт Хітроу                  |
| Велика Британія | Лондон             | EGKK | LGW  | Міжнародний аеропорт Гатвік                  |
| Велика Британія | Манчестер          | EGCC | MAN  | Міжнародний аеропорт Манчестер               |
| Іспанія         | Мадрид             | LEMD | MAD  | Міжнародний аеропорт Барахас                 |
| Італія          | Мілан              | LIML | LIN  | Аеропорт Лінате                              |
| Італія          | Мілан              | LIMC | MXP  | Аеропорт Мілан Мальпенза                     |
| Італія          | Рим                | LIRF | FCO  | Міжнародний аеропорт імені Леонардо да Вінчі |
| Кіпр            | Ларнака            | LCLK | LCA  | Міжнародний аеропорт Ларнака                 |
| Мальта          | Мальта             | LMML | MLA  | Міжнародний аеропорт Мальта                  |
| Нідерланди      | Амстердам          | EHAM | AMS  | Міжнародний аеропорт Схіпхол                 |
| Україна         | Київ               | UKKK | IEV  | Міжнародний аеропорт «Бориспіль»             |
| Україна         | Одеса              | UKOO | ODS  | Міжнародний аеропорт «Одеса»                 |
| Румунія         | Бухарест           | LROP | OTP  | Міжнародний аеропорт «Отопень»               |
| Росія           | Москва             | UUEE | SVO  | Міжнародний аеропорт Шереметьєво             |
| Сербія          | Белград            | LYBE | BEG  | Міжнародний аеропорт Белград                 |
| Чехія           | Прага              | LKPR | PRG  | Міжнародний аеропорт Прага                   |

### Греція
| Місто           | ICAO | IATA | Назва аеропорту                                 |
| --------------- | ---- | ---- | ----------------------------------------------- |
| Афіни           | LGAV | ATH  | Міжнародний аеропорт «Елефтеріос Венізелос»     |
| Александруполіс | LGAL | AXD  | Міжнародний аеропорт Александруполіс            |
| Астипалея       | LGPL | JTY  | Національний аеропорт острів Астипалея          |
| Закінф          | LGZA | ZTH  | Міжнародний аеропорт Закінф «Діонісіос Соломос» |
| Іракліон        | LGIR | HER  | Міжнародний аеропорт «Нікос Казандзакіс»        |
| Салоніки        | LGTS | SKG  | Міжнародний аеропорт «Македонія»                |
| Ікарія          | LGΙΚ | JIK  | Міжнародний аеропорт острів Ікарія              |
| Яніна           | LGΙΟ | ΙΟΑ  | Національний аеропорт Яніна                     |
| Кавала          | LGKV | KVA  | Міжнародний аеропорт Кавала «Александр Великий» |
| Каламата        | LGKL | KLX  | Міжнародний аеропорт Каламата                   |
| Калімнос        | LGKY | JKL  | Національний аеропорт Калімнос                  |
| Карпатос        | LGKP | AOK  | Національний аеропорт острів Карпатос           |
| Касос           | LGKS | KSJ  | Цивільний аеропорт острів Касос                 |
| Кастеллорізо    | LGKJ | KZS  | Цивільний аеропорт острів Кастелорізо           |
| Касторія        | LGKA | KSO  | Національний аеропорт Касторія                  |
| Керкіра         | LGKR | CFU  | Міжнародний аеропорт Керкіра                    |
| Кефалінія       | LGKF | ΕFL  | Міжнародний аеропорт острів Кефалінія           |
| Козані          | LGΚΖ | ΚΖΙ  | Національний аеропорт Козані «Філіппос»         |
| Кітера          | LGΚC | ΚIT  | Національний аеропорт острів Кітера             |
| Кос             | LGKO | KGS  | Національний аеропорт острів Кос                |
| Лерос           | LGLE | LRS  | Цивільний аеропорт острів Лерос                 |
| Лемнос          | LGLM | LXS  | Міжнародний аеропорт Лемнос                     |
| Мілос           | LGML | MLO  | Міжнародний аеропорт острів Мілос               |
| Міконос         | LGMK | JMK  | Національний аеропорт острів Міконос            |
| Мітилена        | LGMT | MJT  | Міжнародний аеропорт Мітилени                   |
| Наксос          | LGNX | JNX  | Національний аеропорт острів Наксос             |
| Парос           | LGPA | PAS  | Національний аеропорт Парос                     |
| Превеза         | LGPZ | PVZ  | Національний аеропорт Акцій                     |
| Родос           | LGRP | RHO  | Міжнародний аеропорт Родос «Діагорас»           |
| Самос           | LGSM | SMI  | Міжнародний аеропорт Самос                      |
| Санторіні       | LGSR | JTR  | Національний аеропорт Санторіні                 |
| Сітія           | LGST | JSH  | Цивільний аеропорт Сітія                        |
| Скіатос         | LGSK | JSI  | Національний аеропорт острів Скіатос            |
| Сірос           | LGSY | SKU  | Національний аеропорт острів Сірос              |
| Скірос          | LGSO | JSY  | Міжнародний аеропорт острів Скірос              |
| Ханья           | LGSA | CHQ  | Міжнародний аеропорт «Іоанніс Даскалоянніс»     |
| Хіос            | LGHI | JKH  | Національний аеропорт острів Хіос               |

## Флот
Флот Olympic Air станом на січень 2018: